# Erklärungsprinzip (Verwaltungsverfahren)
Das Erklärungsprinzip ist ein Grundsatz im Verwaltungsverfahren, das besagt, dass eine Behörde von den Erklärungen eines Antragstellers ausgehen kann, wenn seine Angaben plausibel sind und kein konkreter Anlass für eine Nachprüfung besteht. Der Grundsatz der  Amtsermittlung zwingt dann nicht zu weiteren Nachforschungen.
Das Erklärungsprinzip ist als solches nicht im Gesetz geregelt; der Begriff ist in keinem Gesetz erwähnt. Sein Inhalt ergibt sich aus den Vorschriften über die Ermittlungspflichten der Behörden (z. B. § 20 SGB X Untersuchungsgrundsatz). Es wird konkretisiert durch die von den zuständigen Ministerien bzw. Aufsichtsbehörden erlassenen Verwaltungsvorschriften und erteilten Weisungen.